# U 3:10 za Yumu (1957.)
U 3:10 za Yumu (eng. 3:10 to Yuma) je američki western iz 1957. u kojem glavne uloge igraju Glen Ford i Van Heflin a kojeg je režirao Delmer Daves. Nakon što je pušten u javnost, film je dobro prihvaćen, te se još i danas vrlo cijeni.

## Radnja
Nakon što vođa odmetničke bande, po imenu Ben Wade (Glen Ford), bude uhvaćen u jednom malom gradiću, lokalni rančer, Dan Evans (Van Heflin), biva nagovoren da ga potajno odvede u susjedni grad kako bi izbjegli sukob s Wadeovom bezobzirnom bandom. Dok obojica provode vrijeme čekajući u hotelu vlak koji kreće za Yumu u 3:10, Wadeova banda saznaje sve o tajnom premještaju, nakon čega slijedi velika bitka pištoljima.

## Glavne uloge
- Glenn Ford kao Ben Wade
- Van Heflin kao Dan Evans
- Felicia Farr kao Emmy
- Leora Dana kao Alice Evans
- Henry Jones kao Alex Potter
- Richard Jaeckel kao Charlie Prince

## Prijem
Nakon što je prvi put prikazan u ljeto 1957., film je postao zbog svojih prikaza predivne prirode, kao i svoje same kinematografije popularan kako među publikom, tako i među kritičarima.  
Sljedeće godine, 3:10 za Yumu je bio nominiran za nagradu Britanske akademije filma i televizijskih umjetnosti u kategoriji najboljeg filma. Od svog prvog prikaza pa do danas, film je postao neizostavni dio programa raznih kabelskih televizija a samim tim je skupio i nekoliko generacija publike. Danas, široko je zastupljeno mišljenje kako je ovo jedan od najboljih vesterna ikada napravljenih.

## Obrada
Obrada filma U 3:10 za Yumu u kojem glavne uloge tumače Christian Bale i Russell Crowe je režirao James Mangold. Film je doživio svoju premijeru 7. rujna 2007. godine.

## Zanimljivosti
Warren Zevonova pjesma "My Ride's Here" sadrži rečenicu "To je vlak koji u 3:10 kreće za Yumu" (u originalu That's the 3:10 to Yuma).

## Vanjske poveznice
- U 3:10 za Yumu u internetskoj bazi filmova IMDb-a